# Prowincja Umm al-Bawaki
Prowincja Umm al-Bawaki (arab. ولاية أم البواقي, fr. Oum el-Bouaghi) – jedna z 48 prowincji Algierii, znajdująca się w północno-wschodniej części kraju. 